# Puya pizarroana
Puya pizarroana är en gräsväxtart som beskrevs av R.Vásquez, Ibisch och S.Beck. Puya pizarroana ingår i släktet Puya och familjen Bromeliaceae.
Artens utbredningsområde är Bolivia. Inga underarter finns listade i Catalogue of Life.